# Olympische Sommerspiele 1960/Schwimmen
Bei den XVII. Olympischen Sommerspielen 1960 in Rom wurden vom 26. August bis 3. September 1960 im Schwimmen 15 Wettbewerbe ausgetragen, davon acht für Männer und sieben für Frauen. Austragungsort war das Stadio Olimpico del Nuoto am Foro Italico. Das Freiluftstadion ohne Dach war für 20.000 Zuschauer ausgelegt. Insgesamt nahmen 380 Schwimmer aus 45 Nationen teil, davon 236 Männer und 144 Frauen.

## Bilanz

### Medaillenspiegel
| Platz | Land               | Gold | Silber | Bronze | Gesamt |
| ----- | ------------------ | ---- | ------ | ------ | ------ |
| 1     | Vereinigte Staaten | 9    | 3      | 3      | 15     |
| 2     | Australien         | 5    | 5      | 3      | 13     |
| 3     | Großbritannien     | 1    | 1      | 1      | 3      |
| 4     | Japan              | –    | 3      | 2      | 5      |
| 5     | Deutschland        | –    | 1      | 3      | 4      |
| 6     | Niederlande        | –    | 1      | 2      | 3      |
| 7     | Schweden           | –    | 1      | –      | 1      |
| 8     | Brasilien          | –    | –      | 1      | 1      |

### Medaillengewinner
| Konkurrenz          | Gold                                                                      | Silber                                                                 | Bronze                                                          |
| ------------------- | ------------------------------------------------------------------------- | ---------------------------------------------------------------------- | --------------------------------------------------------------- |
| 100 m Freistil      | John Devitt                                                               | Lance Larson                                                           | Manuel dos Santos                                               |
| 400 m Freistil      | Murray Rose                                                               | Tsuyoshi Yamanaka                                                      | John Konrads                                                    |
| 1500 m Freistil     | John Konrads                                                              | Murray Rose                                                            | George Breen                                                    |
| 100 m Rücken        | David Theile                                                              | Frank McKinney                                                         | Robert Earl Bennett                                             |
| 200 m Brust         | William Mulliken                                                          | Yoshihiko Ōsaki                                                        | Wieger Mensonides                                               |
| 200 m Schmetterling | Michael Troy                                                              | Neville Hayes                                                          | David Gillanders                                                |
| 4 × 200 m Freistil  | Vereinigte StaatenGeorge Harrison Richard Blick Michael Troy Jeff Farrell | JapanMakoto Fukui Hiroshi Ishii Tsuyoshi Yamanaka Tatsuo Fujimoto      | AustralienDavid Dickson John Devitt Murray Rose John Konrads    |
| 4 × 100 m Lagen     | Vereinigte StaatenFrank McKinney Paul Hait Lance Larson Jeff Farrell      | AustralienDavid Theile Terry Gathercole Neville Hayes Geoffrey Shipton | JapanKazuo Tomita Kōichi Hirakida Yoshihiko Ōsaki Keigo Shimizu |

| Konkurrenz          | Gold                                                                               | Silber                                                           | Bronze                                                                |
| ------------------- | ---------------------------------------------------------------------------------- | ---------------------------------------------------------------- | --------------------------------------------------------------------- |
| 100 m Freistil      | Dawn Fraser                                                                        | Christina von Saltza                                             | Natalie Steward                                                       |
| 400 m Freistil      | Christina von Saltza                                                               | Jane Cederqvist                                                  | Catharina Lagerberg                                                   |
| 100 m Rücken        | Lynn Burke                                                                         | Natalie Steward                                                  | Satoko Tanaka                                                         |
| 200 m Brust         | Anita Lonsbrough                                                                   | Wiltrud Urselmann                                                | Barbara Göbel                                                         |
| 100 m Schmetterling | Carolyn Schuler                                                                    | Marianne Heemskerk                                               | Jan Andrew                                                            |
| 4 × 100 m Freistil  | Vereinigte StaatenJoan Spillane Shirley Stobs Carolyn Wood Christina von Saltza    | AustralienDawn Fraser Ilsa Konrads Lorraine Crapp Alva Colquhoun | DeutschlandChristel Steffin Heidi Pechstein Gisela Weiß Ursel Brunner |
| 4 × 100 m Lagen     | Vereinigte StaatenLynn Burke Patricia Kempner Carolyn Schuler Christina von Saltza | AustralienMarilyn Wilson Rosemary Lassig Jan Andrew Dawn Fraser  | DeutschlandIngrid Schmidt Ursula Küper Bärbel Fuhrmann Ursel Brunner  |

## Ergebnisse

### Männer

#### 100 m Freistil

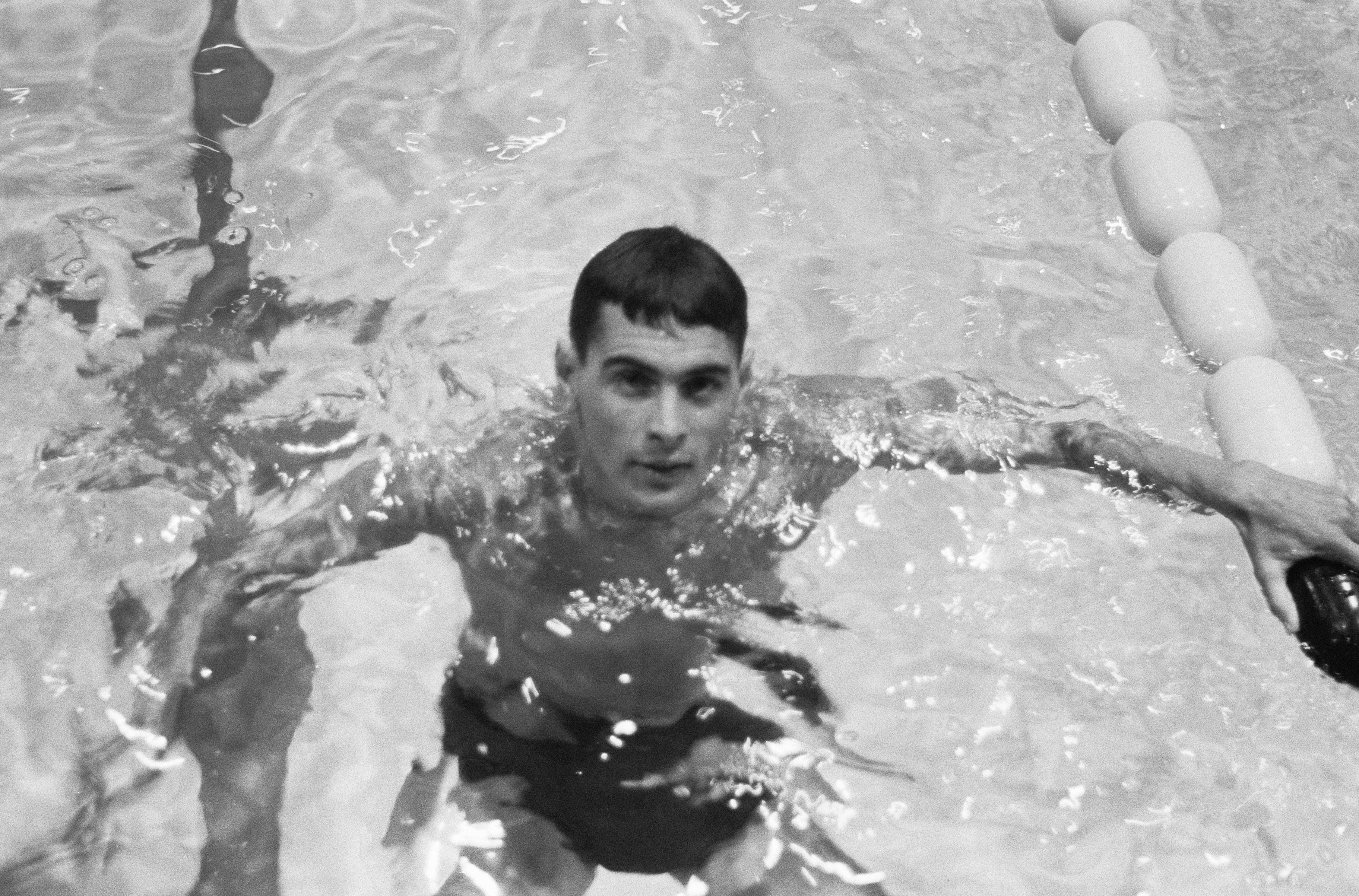
John Devitt, Sieger über 100 Meter Freistil

| Platz | Land | Sportler          | Zeit   |
| ----- | ---- | ----------------- | ------ |
| 1     | AUS  | John Devitt       | 55,2 s |
| 2     | USA  | Lance Larson      | 55,2 s |
| 3     | BRA  | Manuel dos Santos | 55,4 s |
| 4     | USA  | Bruce Hunter      | 55,6 s |
| 5     | HUN  | Gyula Dobay       | 56,3 s |
| 6     | CAN  | Richard Pound     | 56,3 s |
| 7     | ZAF  | Aubrey Bürer      | 56,3 s |
| 8     | SWE  | Per-Ola Lindberg  | 57,1 s |

Finale: 27. August, 21:10 Uhr

#### 400 m Freistil
| Platz | Land | Sportler          | Zeit       |
| ----- | ---- | ----------------- | ---------- |
| 1     | AUS  | Murray Rose       | 4:18,3 min |
| 2     | JPN  | Tsuyoshi Yamanaka | 4:21,4 min |
| 3     | AUS  | John Konrads      | 4:21,8 min |
| 4     | GBR  | Ian Black         | 4:21,8 min |
| 5     | USA  | Alan Somers       | 4:22,0 min |
| 6     | ZAF  | Murray McLachlan  | 4:26,3 min |
| 7     | USA  | Gene Lenz         | 4:26,8 min |
| 8     | JPN  | Makoto Fukui      | 4:29,6 min |

Finale: 31. August, 21:20 Uhr

#### 1500 m Freistil
| Platz | Land | Sportler          | Zeit        |
| ----- | ---- | ----------------- | ----------- |
| 1     | AUS  | John Konrads      | 17:19,6 min |
| 2     | AUS  | Murray Rose       | 17:21,7 min |
| 3     | USA  | George Breen      | 17:30,6 min |
| 4     | JPN  | Tsuyoshi Yamanaka | 17:34,7 min |
| 5     | HUN  | József Katona     | 17:43,7 min |
| 6     | ZAF  | Murray McLachlan  | 17:44,9 min |
| 7     | USA  | Alan Somers       | 18:02,8 min |
| 8     | GBR  | Richard Campion   | 18:22,7 min |

Finale: 3. September, 20:50 Uhr

#### 100 m Rücken
| Platz | Land | Sportler            | Zeit       |
| ----- | ---- | ------------------- | ---------- |
| 1     | AUS  | David Theile        | 1:01,9 min |
| 2     | USA  | Frank McKinney      | 1:02,1 min |
| 3     | USA  | Robert Earl Bennett | 1:02,3 min |
| 4     | FRA  | Robert Christophe   | 1:03,2 min |
| 5     | URS  | Leonid Barbijer     | 1:03,5 min |
| 6     | EUA  | Wolfgang Wagner     | 1:03,5 min |
| 7     | AUS  | John Monckton       | 1:04,1 min |
| 8     | URS  | Veiko Siimar        | 1:04,6 min |

Finale: 31. August, 22:40 Uhr

#### 200 m Brust
| Platz | Land | Sportler            | Zeit       |
| ----- | ---- | ------------------- | ---------- |
| 1     | USA  | William Mulliken    | 2:37,4 min |
| 2     | JPN  | Yoshihiko Ōsaki     | 2:38,0 min |
| 3     | NED  | Wieger Mensonides   | 2:39,7 min |
| 4     | EUA  | Egon Henninger      | 2:40,1 min |
| 5     | ITA  | Roberto Lazzari     | 2:40,1 min |
| 6     | AUS  | Terry Gathercole    | 2:40,2 min |
| 7     | POL  | Andrzej Kłopotowski | 2:41,2 min |
| 8     | USA  | Paul Hait           | 2:41,4 min |

Finale: 30. August, 22:00 Uhr

#### 200 m Schmetterling
| Platz | Land | Sportler         | Zeit       |
| ----- | ---- | ---------------- | ---------- |
| 1     | USA  | Michael Troy     | 2:12,8 min |
| 2     | AUS  | Neville Hayes    | 2:14,6 min |
| 3     | USA  | David Gillanders | 2:15,3 min |
| 4     | ITA  | Fritz Dennerlein | 2:16,0 min |
| 5     | JPN  | Haruo Yoshimuta  | 2:18,3 min |
| 6     | AUS  | Kevin Berry      | 2:18,5 min |
| 7     | URS  | Walentin Kusmin  | 2:18,9 min |
| 8     | JPN  | Kenzō Izutsu     | 2:19,4 min |

Finale: 2. September, 20:40 Uhr

#### 4 × 200 m Freistil
| Platz | Land | Sportler                                                                 | Zeit       |
| ----- | ---- | ------------------------------------------------------------------------ | ---------- |
| 1     | USA  | George Harrison Richard Blick Michael Troy Jeff Farrell                  | 8:10,2 min |
| 2     | JPN  | Makoto Fukui Hiroshi Ishii Tsuyoshi Yamanaka Tatsuo Fujimoto             | 8:13,2 min |
| 3     | AUS  | David Dickson John Devitt Murray Rose John Konrads                       | 8:13,8 min |
| 4     | GBR  | Hamilton Milton John Martin-Dye Richard Campion Ian Black                | 8:28,1 min |
| 5     | FIN  | Ilkka Suvanto Kari Haavisto Stig-Olof Grenner Karri Käyhkö               | 8:29,7 min |
| 6     | SWE  | Sven-Göran Johansson Lars-Erik Bengtsson Bengt Nordwall Per-Ola Lindberg | 8:31,0 min |
| 7     | EUA  | Frank Wiegand Gerhard Hetz Hans Zierold Hans-Joachim Klein               | 8:31,8 min |
| 8     | URS  | Igor Luschkowski Gennadi Nikolajew Witali Sorokin Boris Nikitin          | 8:32,8 min |

Finale: 1. September, 21:50 Uhr

#### 4 × 100 m Lagen
| Platz | Land | Sportler                                                             | Zeit       |
| ----- | ---- | -------------------------------------------------------------------- | ---------- |
| 1     | USA  | Frank McKinney Paul Hait Lance Larson Jeff Farrell                   | 4:05,4 min |
| 2     | AUS  | David Theile Terry Gathercole Neville Hayes Geoffrey Shipton         | 4:12,0 min |
| 3     | JPN  | Kazuo Tomita Kōichi Hirakida Yoshihiko Ōsaki Keigo Shimizu           | 4:12,2 min |
| 4     | CAN  | Bob Wheaton Steve Rabinovitch Cam Grout Richard Pound                | 4:16,8 min |
| 5     | URS  | Leonid Barbijer Leonid Kolesnikow Grigori Kisseljow Igor Luschkowski | 4:16,8 min |
| 6     | ITA  | Giuseppe Avellone Roberto Lazzari Fritz Dennerlein Bruno Bianchi     | 4:17,2 min |
| 7     | GBR  | Graham Sykes Christopher Walkden Ian Black Stanley Clarke            | 4:17,6 min |
| 8     | NED  | Jan Jiskoot Wieger Mensonides Gerrit Korteweg Ron Kroon              | 4:18,2 min |

Finale: 1. September, 20:30 Uhr

### Frauen

#### 100 m Freistil
| Platz | Land | Sportlerin           | Zeit       |
| ----- | ---- | -------------------- | ---------- |
| 1     | AUS  | Dawn Fraser          | 1:01,2 min |
| 2     | USA  | Christina von Saltza | 1:02,8 min |
| 3     | GBR  | Natalie Steward      | 1:03,1 min |
| 4     | USA  | Carolyn Wood         | 1:03,4 min |
| 5     | HUN  | Csilla Madarász      | 1:03,6 min |
| 6     | NED  | Erica Terpstra       | 1:04,3 min |
| 7     | NED  | Cockie Gastelaars    | 1:04,7 min |
| 8     | CAN  | Mary Stewart         | 1:05,5 min |

Finale: 29. August, 21:10 Uhr

#### 400 m Freistil
| Platz | Land | Sportlerin           | Zeit       |
| ----- | ---- | -------------------- | ---------- |
| 1     | USA  | Christina von Saltza | 4:50,6 min |
| 2     | SWE  | Jane Cederqvist      | 4:53,9 min |
| 3     | NED  | Catharina Lagerberg  | 4:56,9 min |
| 4     | AUS  | Ilsa Konrads         | 4:57,9 min |
| 5     | AUS  | Dawn Fraser          | 4:58,5 min |
| 6     | GBR  | Nan Rae              | 4:59,7 min |
| 7     | NED  | Corrie Schimmel      | 5:02,3 min |
| 8     | SWE  | Bibbi Segerström     | 5:02,4 min |

Finale: 1. September, 21:30 Uhr

#### 100 m Rücken
| Platz | Land | Sportlerin      | Zeit       |
| ----- | ---- | --------------- | ---------- |
| 1     | USA  | Lynn Burke      | 1:09,3 min |
| 2     | GBR  | Natalie Steward | 1:10,8 min |
| 3     | JPN  | Satoko Tanaka   | 1:11,4 min |
| 4     | ZAF  | Laura Ranwell   | 1:11,4 min |
| 5     | FRA  | Rosy Piacentini | 1:11,4 min |
| 6     | GBR  | Sylvia Lewis    | 1:11,8 min |
| 7     | NED  | Ria van Velsen  | 1:12,1 min |
| 8     | FRA  | Nadine Delache  | 1:12,4 min |

Finale: 3. September, 20:30 Uhr

#### 200 m Brust
| Platz | Land | Sportlerin        | Zeit       |
| ----- | ---- | ----------------- | ---------- |
| 1     | GBR  | Anita Lonsbrough  | 2:49,5 min |
| 2     | EUA  | Wiltrud Urselmann | 2:50,0 min |
| 3     | EUA  | Barbara Göbel     | 2:53,6 min |
| 4     | NED  | Ada den Haan      | 2:54,4 min |
| 5     | NED  | Gretta Kok        | 2:54,6 min |
| 6     | USA  | Anne Warner       | 2:55,4 min |
| 7     | USA  | Patty Kempner     | 2:55,5 min |
| 8     | DEN  | Dorrit Kristensen | 2:55,7 min |

Finale: 27. August, 21:25 Uhr

#### 100 m Schmetterling

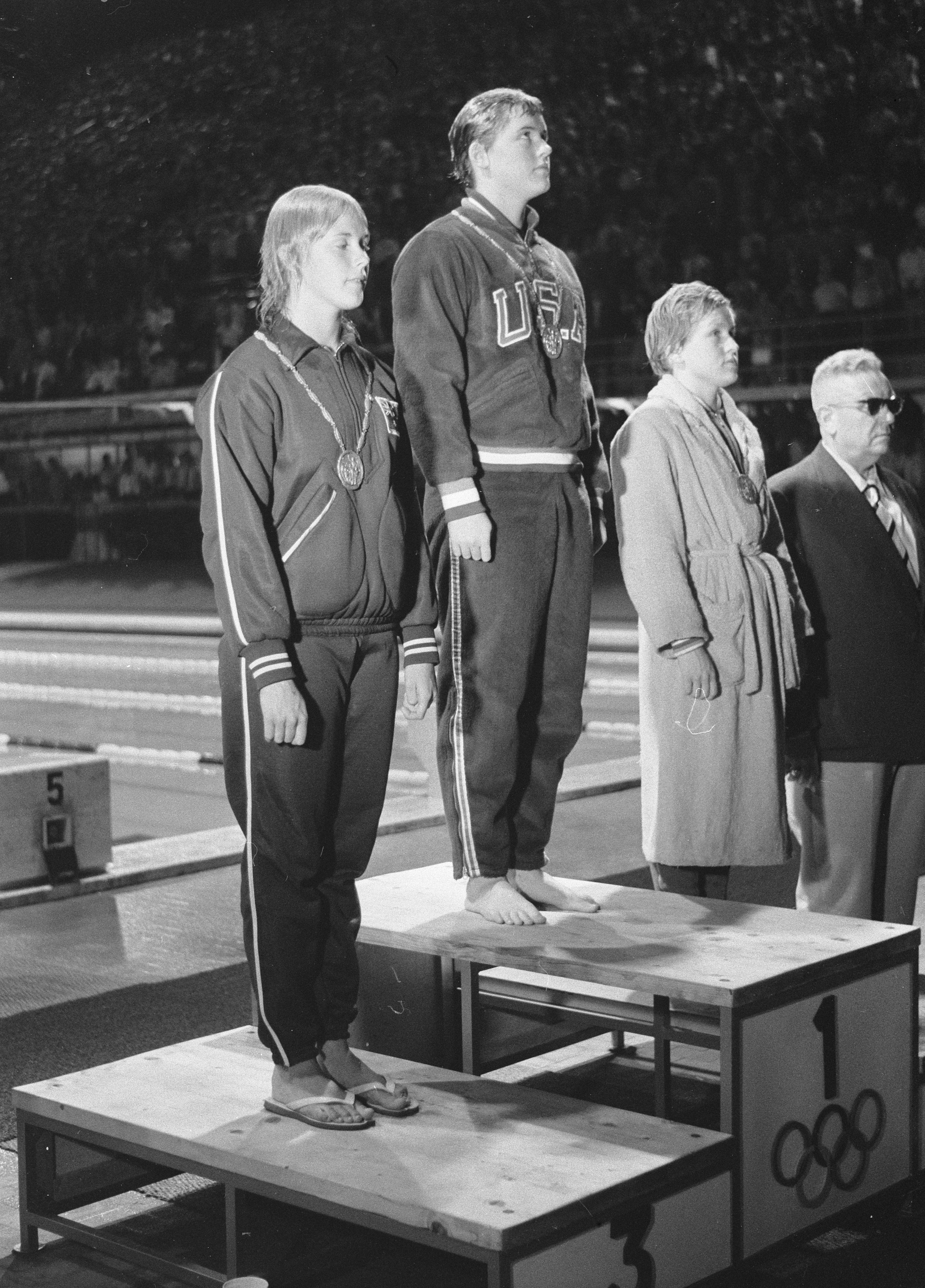
Siegerehrung 100 m Schmetterling

| Platz | Land | Sportlerin          | Zeit       |
| ----- | ---- | ------------------- | ---------- |
| 1     | USA  | Carolyn Schuler     | 1:09,5 min |
| 2     | NED  | Marianne Heemskerk  | 1:10,4 min |
| 3     | AUS  | Jan Andrew          | 1:12,2 min |
| 4     | GBR  | Sheila Watt         | 1:13,3 min |
| 5     | NED  | Atie Voorbij        | 1:13,3 min |
| 6     | URS  | Sinaida Belowezkaja | 1:13,3 min |
| 7     | SWE  | Kristina Larsson    | 1:13,6 min |
|       | USA  | Carolyn Wood        | DNF        |

Finale: 30. August, 21:40 Uhr

#### 4 × 100 m Freistil
| Platz | Land | Sportlerinnen                                                          | Zeit       |
| ----- | ---- | ---------------------------------------------------------------------- | ---------- |
| 1     | USA  | Joan Spillane Shirley Stobs Carolyn Wood Christina von Saltza          | 4:08,9 min |
| 2     | AUS  | Dawn Fraser Ilsa Konrads Lorraine Crapp Alva Colquhoun                 | 4:11,3 min |
| 3     | EUA  | Christel Steffin Heidi Pechstein Gisela Weiß Ursel Brunner             | 4:19,7 min |
| 4     | HUN  | Anna Temesvári Mária Frank Katalin Boros Csilla Madarász               | 4:21,2 min |
| 5     | GBR  | Natalie Steward Beryl Noakes Judy Samuel Christine Harris              | 4:24,6 min |
| 6     | SWE  | Inger Thorngren Karin Larsson Kristina Larsson Bibbi Segerström        | 4:25,1 min |
| 7     | ITA  | Paola Saini Anna Maria Cecchi Rosanna Contardo Maria Cristina Pacifici | 4:26,8 min |
| 8     | URS  | Irina Ljachowskaja Ulvi Voog Galina Sosnowa Marina Schamal             | 4:29,0 min |

Finale: 3. September, 21:25 Uhr

#### 4 × 100 m Lagen
| Platz | Land | Sportlerinnen                                                                                      | Zeit       |
| ----- | ---- | -------------------------------------------------------------------------------------------------- | ---------- |
| 1     | USA  | Lynn Burke Patricia Kempner Carolyn Schuler Christina von Saltza                                   | 4:41,1 min |
| 2     | AUS  | Marilyn Wilson Rosemary Lassig Jan Andrew Dawn Fraser                                              | 4:45,9 min |
| 3     | EUA  | Ingrid Schmidt Ursula Küper Bärbel Fuhrmann Ursel Brunner                                          | 4:47,6 min |
| 4     | NED  | Ria van Velsen Ada den Haan Marianne Heemskerk Erica Terpstra                                      | 4:47,6 min |
| 5     | GBR  | Sylvia Lewis Anita Lonsbrough Sheila Watt Natalie Steward                                          | 4:47,6 min |
| 6     | HUN  | Magda Dávid Klára Killermann-Bartos Márta Egerváry Csilla Madarász                                 | 4:53,7 min |
| 7     | JPN  | Satoko Tanaka Yoshiko Takamatsu Shizue Miyabe Yoshiko Satō                                         | 4:56,4 min |
| 8     | URS  | Marina Schamal Larissa Wiktorowa Ljudmila Korobowa Sinaida Belowezkaja Walentina Posnjak (Vorlauf) | 4:58,1 min |

Finale: 2. September, 21:00 Uhr